# الرعاية الصحية الغيابية
الطريقة الأكثر شيوعًا لتقديم الرعاية الصحية هي من خلال الاتصال الشخصي وجها لوجه بين مقدم الرعاية الصحية والمستفيد (المريض). ومع ذلك، هناك اتجاه متزايد نحو توفير الرعاية الصحية في غياب الاتصال الشخصي. يعرف حد الاتصال هذا أثناء رعاية المرضى باسم الرعاية الصحية الغيابية.

## الرعاية الصحية دون اتصال وجها لوجه
تحدث الرعاية الصحية الغيابية، أو الطب عن بعد، عندما يكون المريض ومقدم الرعاية في مواقع مختلفة، لكنهما لا يزالان يتواصلان بالصوت والفيديو، أو في بعض الأحيان دون أي اتصال شخصي. غالبا ما يكون الاتصال وجها لوجه مقدمة ضرورية لتقديم الرعاية الصحية.
ومع ذلك، قد لا يكون هذا ضروريا للرعاية. في الواقع، تسمح التقنيات الحالية بدون اتصال مسبق أو متزامن. يجادل بعض الناس بأن هذا النوع من الرعاية الطبية الغيابية قد يعرقل التسلسل التقليدي للفحص والتشخيص والعلاج، وأن مثل هذا الالتفاف قد يتحدى القيم الحالية للطب الحديث. تفترض الرعاية الغيابية أهمية متزايدة اليوم لأنها مريحة ومحفوفة بالمخاطر.
يعد الوصول السهل عبر الإنترنت القائم على الاستبيان إلى الرعاية الصحية أمرا مريحا. توفر نفس الموارد الأدوية الخطرة والأدوية المسببة للإدمان وتغيير نمط الحياة.
من ناحية أخرى، بالنسبة لبعض الأشخاص الذين لديهم حياة مزدحمة، ولكن موقف معقول، يمكن أن يكون أرخص وأكثر ملاءمة لتلقي التشخيص عبر الإنترنت. في وقت لاحق شراء الأدوية من كيميائي افتراضي.

## تاريخ من الرعاية الغيابية
من أجل تقييم ما إذا كانت الرعاية الغيابية مفيدة أو خطيرة، من المفيد فحص الماضي، لأن الرعاية عن بعد ليست مجرد ظاهرة في عصر الإنترنت. جذور الرعاية الغيابية متأصلة بعمق في العصور القديمة، وتختلط مع التقاليد الطبية على مدى ما يقرب من ألفي عام.
من ناحية، تم وصف جوانب الطب عبر الإنترنت بأنها "تبادل مكتوب غير متزامن"، و "علاقة غير مجسدة"، مع "عدد قليل من نظائرها أو السوابق في الممارسة الطبية". كما ينظر إلى هذا الاتجاه على أنه ربما يكون "فوضويا" مع إمكانية "إحداث ثورة في الرعاية عن بعد" وتعزيز "التشخيص الذاتي". كما تم التشكيك بجدية في سلامة الاستشارات عبر الإنترنت من قبل "أطباء الإنترنت".
ومع ذلك، فقد لبت الرعاية الطبية عن بعد غيابيا حاجة إنسانية دائمة على مدى عدة قرون. ما يلي هو جولة سريعة في الماضي في الممارسات الطبية الغيابية.

## الممارسات القديمة
أكدت مصر القديمة على نظام ثلاثي موجود حتى يومنا هذا. دعا هذا النظام إلى الاستماع إلى المريض قبل الفحص. فقط بعد الملاحظة أو الفحص، اتبع التشخيص. تم إجراء العلاج كعنصر أخير.: 113-114 لعبت الملاحظة والفحص قبل العلاج دورا مركزيا لا يمكن التحايل عليه بسهولة. تم نقل هذا التسلسل كتقليد لنا من خلال أبقراط وجالينوس.
خلال ذروة الطب العربي واليهودي (732-1096 م)، دعا التشخيص إلى تسلسل منظم حيث لعب الفحص، "من خلال ملمس اليدين"، دورا أساسيا. 134 من الناحية المثالية، يستلزم الشفاء الاتصال بين المريض والمعالج. ومع ذلك، فإن ممارسة القضاء على هذا الاتصال الشخصي كشرط مسبق للشفاء لم يسمع بها من قبل.
في وقت لاحق عندما كان علم التنجيم والمنتجات الحيوانية والسحر والتعاويذ جزءا من فنون الشفاء، ربما أصبح الاتصال الرسمي مع المعالجين غير ضروري تدريجيا. وكثيرا ما كان ينظر إلى اعتلال الصحة على أنه نتيجة لتأثيرات خارجية خبيثة. تم ارتداء التمائم والأربطة كحواجز لدرء مثل هذه الشياطين الشريرة. كان المصابون يرتدونها أو يعلقونها تحت وسائدهم أو يعلقونها عند المداخل. 89-90 وبالتالي، لم تكن الرعاية على المستوى الشخصي من قبل الطبيب هي الوسيلة الوحيدة لاستعادة الصحة. وبدأت الممارسات الصحية البديلة في الظهور.

## جالينوس
اختار جالينوس (129-200 م)، في بعض الأحيان، أن يصف للمرضى دون رؤيتهم على الإطلاق. على ما يبدو، كان جالينوس ماهرا جدا في فهم الأعراض لدرجة أنه كانت هناك أوقات فضل فيها التشخيص دون استجواب المريض. ثم ذهب إلى وصف عن طريق البريد بثقة. 172-174 505-506 سمحت له مكانته المرتفعة بتقديم الاستشارات عن طريق الرسائل. سيحصل على مكافآت سخية مقابل استشاراته البريدية: في إحدى الحالات، قيل إنه تلقى 400 قطعة ذهبية لعلاج امرأة بهذه الطريقة.

## الممارسات التاريخية الأحدث عهدا
مارس العديد من الأطباء الإنجليز والأوروبيين اللامعين الطب عن طريق البريد، بما في ذلك ويليام كولين وهيرمان بورهايف وناثانيال جونستون وجون مورغان.

### رينو
أسس الطبيب والمحسن الفرنسي تيوفراست رينودو (1584-1653) عيادة باريس التي تقدم العلاج المجاني للمرضى الذين كانوا فقراء جدا لإشراك طبيب. نشرت رينو كتيبا بعنوان "حضور الغائبين". أدرج الكتيب سلسلة من الأعراض وحمل مخططات لأجزاء الجسم. طلب من المرضى تحديد الأعراض وفحص أجزاء الجسم التي تؤلم. مكن هذا الكتيب المريض من تلقي التشخيص والعلاج عن طريق البريد دون زيارة شخصية للطبيب.
في أوروبا وإنجلترا، بين عامي 1600 و 1800، أصبح الاستغناء وتقديم المشورة دون اتصال مباشر مع الأشخاص المرضى ممارسة شائعة. في ذلك الوقت، كانت تقنيات الفحص البدني في مهدها. التسمع (الاستماع إلى الصدر مع سماعة الطبيب) وتنظير العين (فحص داخل العينين) لم تجد طريقها إلى الانضباط من الفحص حتى أوائل إلى منتصف القرن 19.
في أحسن الأحوال، لاحظ معظم الأطباء ببساطة مظهر المريض ولونه، وجسوا النبض. ولم يكن من الضروري إجراء أي فحص بدني آخر.

### هيبردين
اشتهر ويليام هيبردن (1710-1801)، من الذبحة الصدرية (ألم في الصدر يدل على ضعف تدفق الدم إلى عضلة القلب، ونوبة قلبية وشيكة)، بمهاراته التشخيصية فقط من خلال "نظرته الخبيرة". 45 يعتمد التشخيص بشكل كبير على المهارات التفسيرية للمستمع، ويعتمد العلاج على التعاطف أكثر من الكيمياء الطبية. كشفت المحادثات مع المرضى عن أدلة أكثر مما كشف الفحص الفعلي. 4 وهكذا، كانت هذه بيئة تتسامح مع المبادرات العلاجية بل وتغذيها دون اتصال جسدي من قبل الأطباء.

### بورهايف
لم يكن المفهوم الجديد للتشخيص الجسدي هو السبب الوحيد لنمو الممارسة الغيابية في القرنين 17 و 18. ومن العقبات الرئيسية الأخرى التي تحول دون الاتصال وجها لوجه الصعوبة التي تشكلها المسافة وظروف السفر السيئة. لهذا السبب كان من الملائم للمرضى ومقدمي الرعاية لهم طلب المساعدة الطبية عن طريق الكتابة إلى الأطباء ذوي السمعة. 76–78 
كان هيرمان بورهايف (1668-1738) مرتاحا لمثل هذا المفهوم والممارسة. قدم المشورة للزملاء الآخرين والصيادلة عن طريق البريد. 300-301 عالج إيراسموس داروين (1731-1802)، جد تشارلز داروين، مريضا يعاني من الدوخة، ليس من خلال رؤيته ولكن من خلال التوصية ب "خدوش" (صنع ندوب) على الظهر. 77–78:

### كولين
شارك ويليام كولين (1710-1790) من إدنبرة، اسكتلندا في ممارسة مزدهرة لطلب البريد. 135-139 في سنواته الأولى من الممارسة بين عامي 1764 و 1774، كتب كولين ما يقرب من 20 رسالة استشارية سنويا. قفز هذا العدد بشكل ملحوظ إلى ما يقرب من 200 في السنة من عام 1774 حتى وفاته في عام 1790. لقد استخدم amanuensis ونسخة مبكرة من آلة النسخ لجعلها أسرع وأسهل بالنسبة له للاستجابة. 136 إذا لم يكن يعرف الحالة جيدا، فقد تجنب بحذر إجراء التشخيص. 145 بالنسبة للمرضى المصابين بأمراض حادة، فضل دخول المستشفى والعناية الشخصية. كان كولين قد أدرك منذ فترة طويلة حدود الرعاية الغيابية.

### مورغان
كان جون مورغان (1735-1789) من فيلادلفيا، مؤسس كلية الطب بجامعة بنسلفانيا في عام 1765، نشطا بنفس القدر فيما يتعلق بالاستشارات البريدية. درس مورغان تحت إشراف كولين في إدنبرة بين عامي 1761 و 1764. وكان قد أعلن استعداده للتشاور عن طريق البريد لأولئك المرضى المقيمين على مسافة من فيلادلفيا. 6 كانت علاجات الطلبات البريدية الغيابية شائعة، علاوة على ذلك، تبين أنها مربحة للغاية.

### جونستون
بالإضافة إلى رسائل المرضى، أدرك الأطباء الأوائل أيضا أهمية فحص الإفرازات الجسدية في تحديد التشخيص. قام ناثانيال جونستون (1627-1705) بممارسة مراسلة مكثفة مع مرضاه. وفي إحدى الحالات، أرسل إليه كاتب رسالة أرفق بها عينات من بلغم زوجته وبولها كعينات. كان يأمل أن يستخدم جونستون العينات لتضييق تشخيص السعال المزمن لزوجته.
حتى في وقت مبكر من ثلاثينيات القرن التاسع عشر، كانت هناك محاولة للحد من ذاتية النتائج والروايات. أوصى يوليوس هيريسون، المخترع المبكر لمقياس ضغط الدم (جهاز قياس ضغط الدم) في عام 1834، بأن الجوانب العددية (البيانات الكمية مثل النبضات في الدقيقة) للنبض كانت أكثر إفادة من خصائصها الوصفية.: 199
لقد أدرك أن رؤية المريض في الواقع لم يكن شرطا مطلقا للوصول إلى التشخيص. ربما كان هذا هو ما أدى إلى تبادل البيانات الذي أصبح الآن ممارسة شائعة على الإنترنت.
لم تكن جميع التشخيصات الغيابية مبنية على نوايا شريفة: في الفترة 1900-1930، وصل الإعلان الإذاعي. كان الراديو، مثل الإنترنت الآن، وسيلة مزعجة في ذلك الوقت. وقدم فرصا جديدة لمحبي التكنولوجيا في تلك الفترة. استغل طبيب كانساس باسم جون آر برينكلي (1885-1942) هذه الوسيلة الجديدة لتحقيق أقصى استفادة بين عامي 1928 و 1941.

### جون ر. برينكلي
كانت حياة برينكلي وحياته المهنية موضوع العديد من الكتب والأطروحات. إدراكا لفرصة للإعلان عن مهاراته، استغل الوسيلة الناشئة للبث الإذاعي. 61-89 سمح له الراديو بنشر أخبار الجراحة وأيضا بدء "صندوق الأسئلة الطبية". بثه الإذاعي المباشر تشخيص أمراض المرضى الذين كتبوا إليه يصفون أعراضهم. ثم وصف الدواء لمرضاه، دون أن يضع عينيه عليهم. هذا جلب له ثروة كبيرة. حاولت لجنة الإذاعة الفيدرالية، وبعد ذلك لجنة الاتصالات الفيدرالية مقاضاته، وتبع ذلك الكثير من الاحتجاجات القانونية من جانبه. على الرغم من ذلك، في عام 1941، انتهت مسيرته الإذاعية إلى الأبد.
برر برينكلي ممارسته الغيابية باستخدام تفسيره الخاص لتاريخ الطب. واستشهد بممارسة طبيب الجبال السويسري في القرن 18 باسم مايكل شوباخ (1707-1781). مارس شوباخ التشخيص والعلاج بالاعتماد على قوى الطبيعة. كانت سمعته كبيرة لدرجة أنه كان بإمكانه تشخيص الأمراض برائحة قميص المريض، أو قارورة من بول المريض المرسلة إليه بالبريد. 99 استمد برينكلي من التاريخ بشكل انتقائي لتعزيز قناعاته.

## المقارنات
ربما كانت الرعاية الصحية الغيابية موجودة منذ أكثر من 1500 عام. تدين هذه الممارسة الدائمة بطول عمرها للحاجة إلى الوفاء والراحة - وفي بعض الحالات - جشع الأطباء. عند النظر إليها في سياق السفر البطيء، كان الشفاء غيابيا مناسبا تماما لتلبية حاجة المرضى الذين لم يتمكنوا من السفر لرؤية الطبيب شخصيا. شارك المعالجون المشهورون، من جالينوس إلى كولين، في ممارسة طلب البريد على الرغم من أنهم رأوا الناس بشكل عام وجها لوجه. لقد استخدموا تكنولوجيا يومهم لمساعدتهم على إجراء التشخيص بشكل أسرع وأكثر سهولة، والوصول إلى الأشخاص من أماكن بعيدة - لا يختلف عما نقوم به اليوم. للوصول إلى التشخيص، كان ينظر إلى الفحص البدني نفسه على أنه أقل أهمية من سماع قصة المريض. وبالتالي، فإن الاتصال الشخصي، رغم أنه مرغوب فيه، قد لا يكون ضروريا.
تسمح التكنولوجيا المعاصرة بنقل مقاطع الفيديو والصور والبيانات إلى مواقع بعيدة. ليس من الواضح بعد ما إذا كان هذا سيلغي الحاجة إلى الفحص البدني أيضا. العرض عن بعد للصور والبيانات مقبول، لكنه ليس بديلا عن الاتصال الجسدي. هذا هو الحال بشكل خاص مع التطبيب عن بعد، عندما يمكن للطبيب استشارة استشاري في موقع بعيد. هنا، ومع ذلك، توجد بالفعل علاقة بين المريض والطبيب بين طرفين. والواقع أن تبادل البيانات يعادل في اليوم الأخير الفحص البدني لطرف ثالث في مثل هذه الحالات.
كما أن نفس تكنولوجيات المعلومات الإلكترونية التي تساعد مقدمي الخدمات الصحية تمكن أيضا طالبي الصحة الذين يمكنهم الوصول بسهولة، مع عدم الكشف عن هويتهم. 143 في حين أن إخفاء الهوية يشجع على الصدق، إلا أنه قد يخفي أحيانا مستوى ضعيفا من الرعاية، وربما حتى جشع بعض "مقدمي الرعاية".
بمرور الوقت، شجعت الحواجز التي تحول دون الوصول مثل التكلفة أو الإزعاج أو الإحراج المرضى على البحث عن رعاية غيابية. لم تظهر بعد "الميزانية العمومية" النهائية لمخاطر وفوائد الرعاية عن بعد. لكن ما هو واضح هو أن الرعاية الغيابية ليست بأي حال من الأحوال ظاهرة جديدة: فالأطباء الإلكترونيون الذين يمارسون التطبيب عن بعد هو ببساطة اختلاف تكنولوجي في موضوع قديم قدم الطب نفسه.